# Cyphocharax gilbert
Cyphocharax gilbert é uma espécie de peixe teleósteo caraciforme da família dos curimatidae. Os machos chegam a medir até 12,6 cm de comprimento.
Foi listado como endêmico na bacia do rio São Francisco, embora ocorra em grandes rios como o Doce e Jequitinhonha.
Tem boca terminal e sem dentes, alimentando-se da microflora e pequenos detritos.